# Deutscher Wald

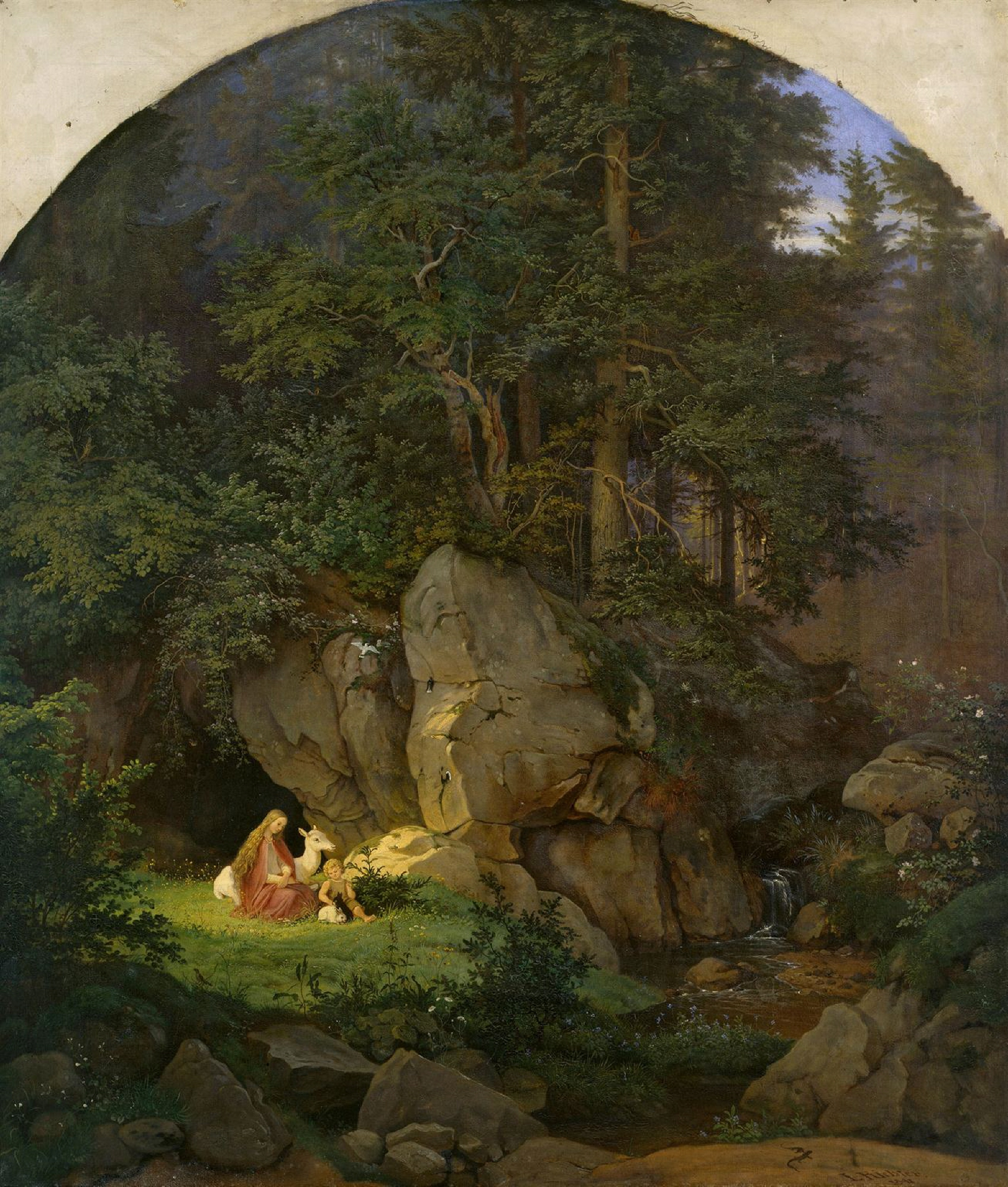
Adrian Ludwig Richter: Genoveva in der Waldeinsamkeit, 1841

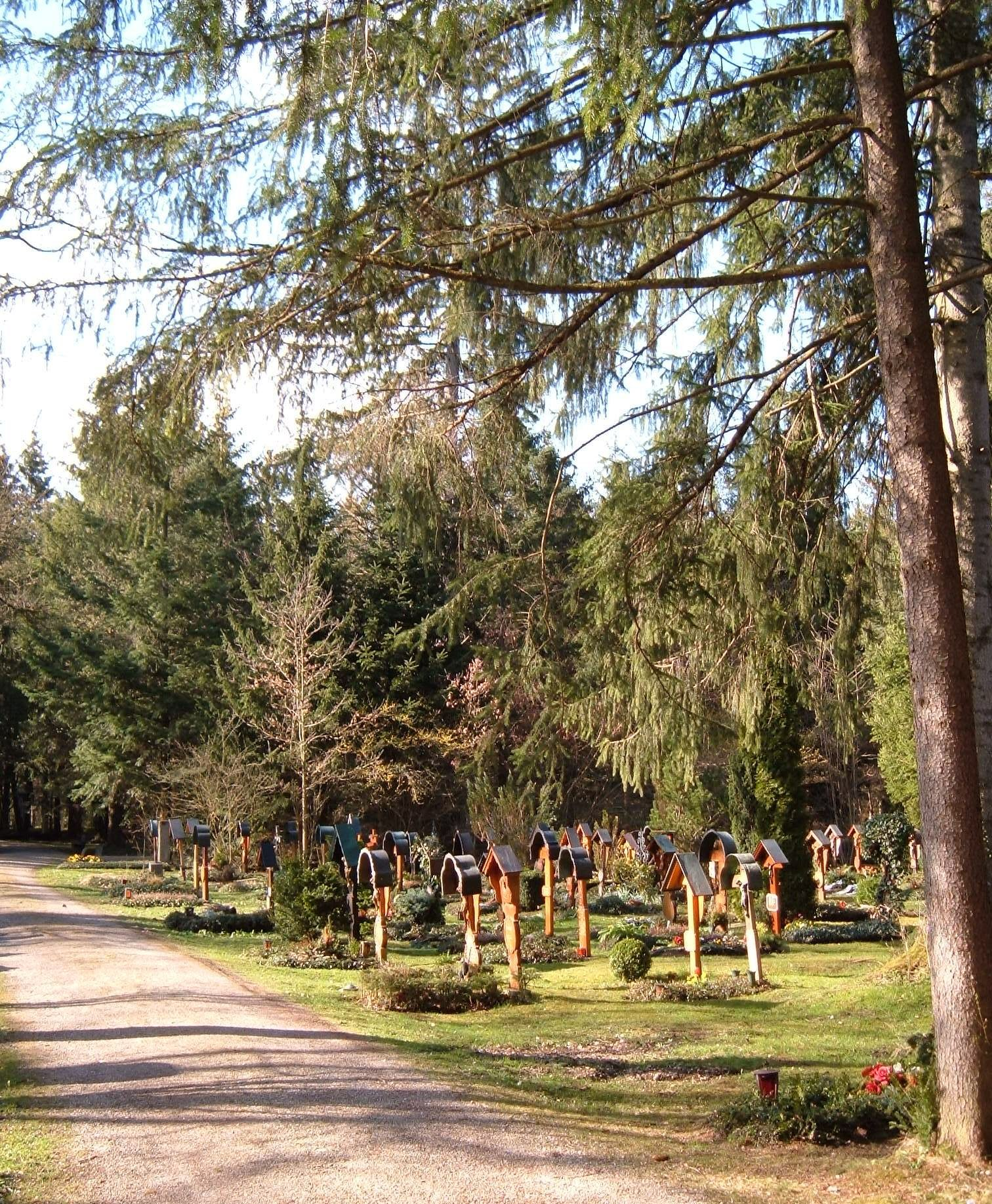
Waldfriedhof

Der Deutsche Wald wurde als Metapher und Sehnsuchtslandschaft seit Anfang des 19. Jahrhunderts in Gedichten, Märchen und Sagen der Romantik beschrieben und überhöht. Historische und volkskundliche Abhandlungen erklärten ihn zum Sinnbild germanisch-deutscher Art und Kultur oder wie bei Heinrich Heine oder Madame de Staël als Gegenbild zur französischen Urbanität. Dabei wurde auch auf historische oder sagenhafte Ereignisse in deutschen Wäldern Bezug genommen, so auf Tacitus’ Beschreibung der Schlacht im Teutoburger Wald oder auch auf die Naturmystik des zum deutschen Nationalmythos stilisierten Nibelungenliedes, wie dessen vielfältige Rezeptionsgeschichte zeigt.
Die frühe Naturschutz- und Umweltbewegung, der bereits im 19. Jahrhundert einsetzende Tourismus, die Jugendbewegung, sozialdemokratische Naturfreunde, Wandervögel und Wandervereine wie auch die rechtsgerichtete völkische Bewegung sahen in Wäldern ein wichtiges Element deutscher Kulturlandschaften.
In der nationalsozialistischen Ideologie wurde das Motiv des „Deutschen Waldes“ vergleichbar mit „Blut und Boden“ ein typisches Muster. Propaganda und Symbolpolitik sowie Landschaftsplanungen für die Zeit nach einem deutschen „Endsieg“ bezogen diesen zentral mit ein.
Albrecht Lehmann postuliert die Kontinuität eines schicht- und generationenübergreifenden romantischen Waldbewusstseins der Deutschen von der Romantik bis ins 21. Jahrhundert. Zu den Hinweisen auf einen intensiven und ausgeprägten Umgang mit dem Kulturgut Wald gehören unter anderem die Diskussion von Umweltschäden, etwa des „Waldsterbens“ sowie die Gedenk- und Trauerarten in Form von Waldfriedhöfen und Baumbestattungen. Umfragen zeigen eine spezifisch deutsche Gleichsetzung von Wald und Natur. Der Wald als pädagogisches Medium und der Gesundheit zuträglicher Ort hat im Rahmen der Umweltpädagogik (vgl. u. a. Waldpädagogik und Waldkindergarten) im deutschen Sprachraum eine besondere Bedeutung.

## Wald als zentrales Element der Landschaft und Landeskultur

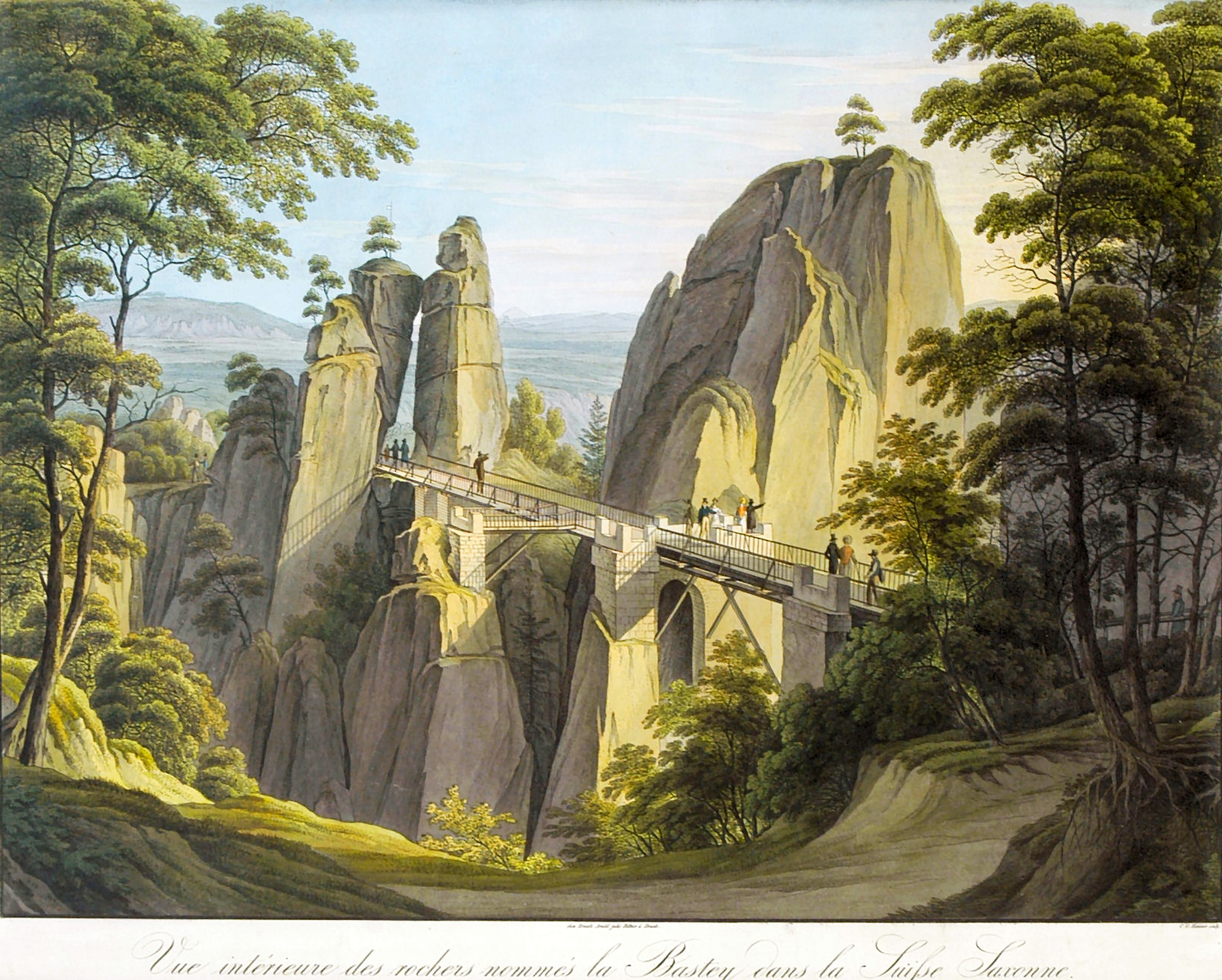
Wegebau zur Erschließung der Sächsischen Schweiz

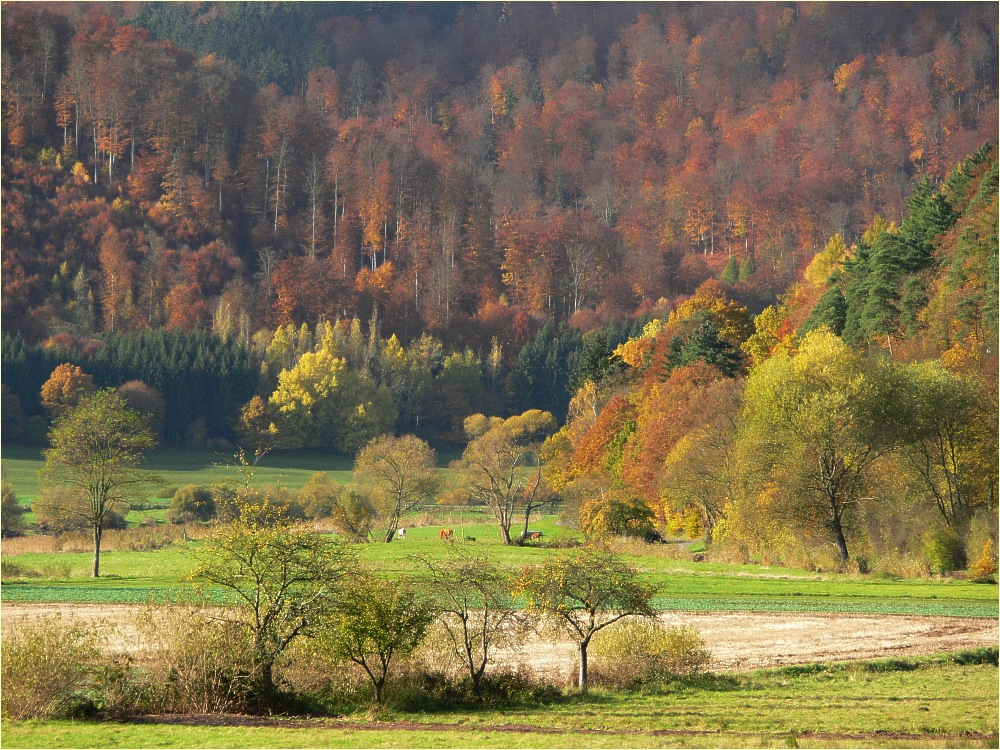
Reinhardswald an der Oberweser

Wälder sind in Deutschland auch im öffentlichen Bewusstsein, in der Folklore, in Medien und Populärkultur als typisch deutsche Kulisse bekannt und institutionalisiert. Der Freischütz, lange als die deutsche Nationaloper schlechthin apostrophiert, die spezifisch deutsche bzw. österreichische Erscheinung des Heimatfilms, Stücke über Räuber und Wildschützen wie das Wirtshaus im Spessart, Jennerwein und der Brandner Kaspar spielen vor der wildromantischen Kulisse des deutschen Waldes.
Die Erschließung der Wälder nicht nur durch Wirtschaftswege, sondern auch durch Nah- und Fernwanderwege, Jugendherbergen und Wanderhütten ist ein wichtiger Aspekt der Geschichte des Reisens in Deutschland. In einem langwierigen Prozess wurden ehemals nur Adel und einzelnen Grundbesitzern vorbehaltene Wälder und Parks allen geöffnet. Die Zugänglichkeit auch von Staats- und Privatwäldern und Naturschönheiten allgemein hat in einigen Bundesländern (so in Bayern) Verfassungsrang. Vorreiter waren dabei 1742 der Berliner Tiergarten und 1789 der Englische Garten in München, beides ehemals abgeschlossene Jagdgebiete des Adels; der Essener Grugapark wurde erst im 20. Jahrhundert eröffnet. Die Öffnung der Wälder für die Öffentlichkeit zeigt sich auch bei Veranstaltungen und Feiertagen anhand von Prozessionen und Kreuzwegen wie auch bei Demonstrationen und Festen. Beispiele dafür sind unter anderem der Frankfurter Wäldchestag, der Erste Mai, Vatertagsbräuche, Osterspaziergänge und Ostermärsche.
Ohne menschlichen Einfluss wäre Deutschland fast vollständig von Wald, hauptsächlich von sommergrünem Laubwald, bedeckt. Bereits im Mittelalter wurde der Wald in Deutschland durch Rodungen für landwirtschaftliche Flächen und Siedlungen stark zurückgedrängt. Wälder nehmen aktuell noch ein Drittel der deutschen Landesfläche ein, insbesondere in den früher schwer zugänglichen Mittelgebirgslandschaften, und stellen einen bedeutenden Wirtschaftsfaktor dar. Die Ausweisung großflächiger Waldschutzgebiete im Rahmen von Nationalparks nach amerikanischem Vorbild war und ist in Deutschland erheblichen Nutzungskonflikten unterworfen. Sie kam im Westen erst 1970 mit dem an das Biosphärenreservat Šumava in Tschechien angrenzenden Nationalpark Bayerischer Wald sowie 1990 im Rahmen des Nationalpark Harz zum Tragen, der an den Nationalpark Hochharz der DDR angrenzte. Die Endphase der DDR sah mit dem Nationalparkprogramm der DDR die Unterschutzstellung von 4,5 % des DDR-Territoriums vor, darunter des Spreewalds wie auch des ehemaligen Staatsjagdgebiets Schorfheide, eines der größten zusammenhängenden Waldgebiete in Deutschland überhaupt.
Der umwelt- wie wirtschaftspolitisch bedeutende Begriff der Nachhaltigkeit wurde bereits im 18. Jahrhundert in der deutschen Forstwirtschaft geprägt und praktisch umgesetzt, die Konflikte mit der landwirtschaftlichen Nutzung damit anders gelöst als etwa in Großbritannien. Dort kam es durch die Beweidung zu parkähnlichen Landschaftsbildern (vgl. Englischer Landschaftsgarten) mit einzelstehenden Hutebäumen und zu einer andauernden weitgehenden Entwaldung der Landschaft (vgl. Clearances). Im Gegensatz zu den Rodungsflächen und der Heidewirtschaft der norddeutschen Tiefebene blieben die Wälder im südlicheren Mitteleuropa wie einzelne Naturwaldzellen großflächig erhalten, die Waldweide wegen ihrer schädlichen Auswirkung auf den Wald bereits im 19. Jahrhundert unterbunden.

## Kulturelle Rolle des Waldes in Deutschland
Die im 19. Jahrhundert vermittelten kulturellen Bilder vom „deutschen“ Wald waren in erster Linie Ergebnis eines städtischen, elitären Denkens. Diese Vorstellungen wurden aber bereits zu Beginn des 20. Jahrhunderts auch in der Industriearbeiterschaft übernommen. Das romantische Waldbewusstsein der Deutschen hat sich seitdem schicht- und
generationenübergreifend bis ins 21. Jahrhundert gehalten, was in Anbetracht der politischen
und sozialen Umwälzungen eine bemerkenswerte Kontinuität darstellt.

### 19. Jahrhundert

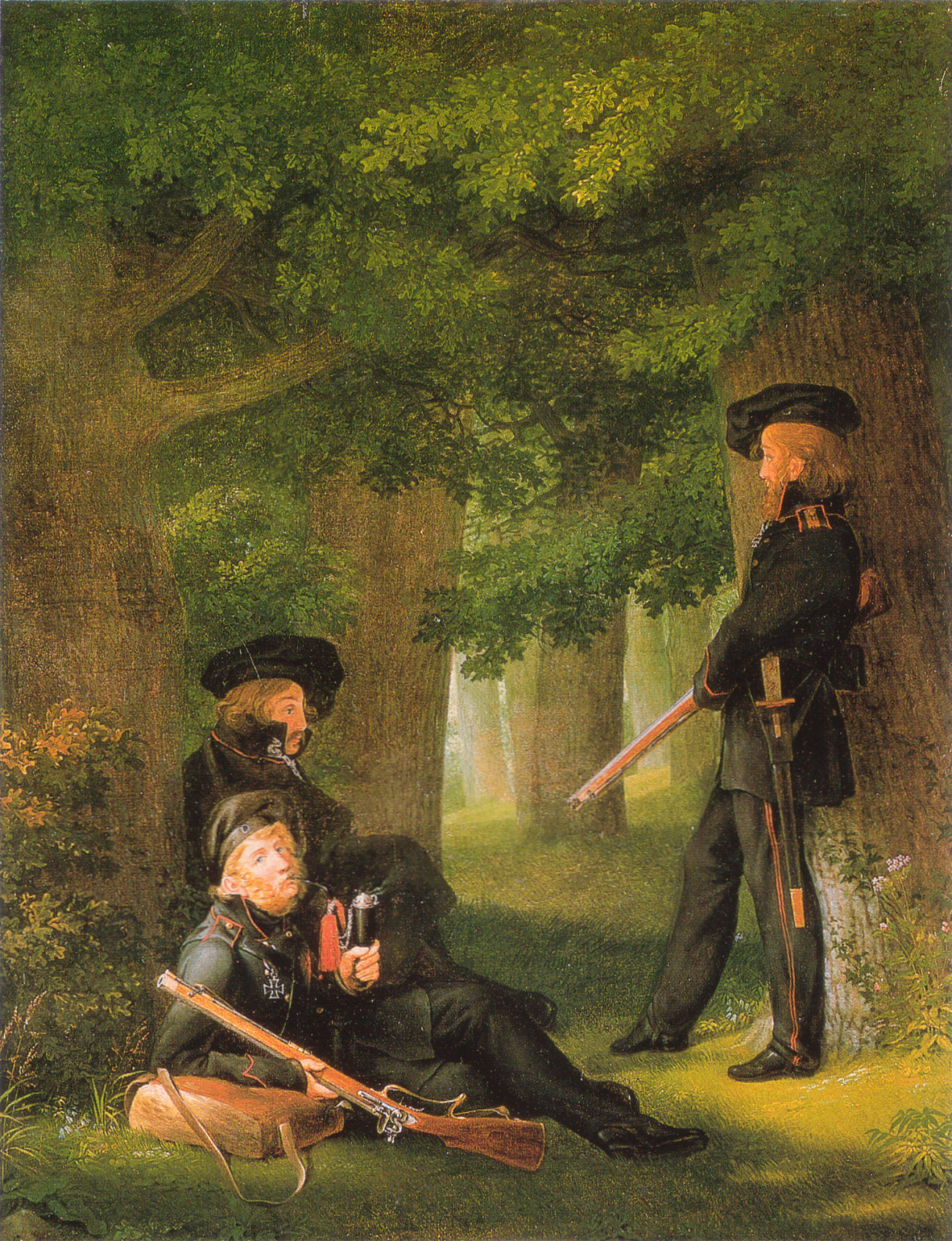
Deutsche Freiheitskämpfer im Deutschen Wald (Auf Vorposten, Gemälde von Georg Friedrich Kersting, 1815)

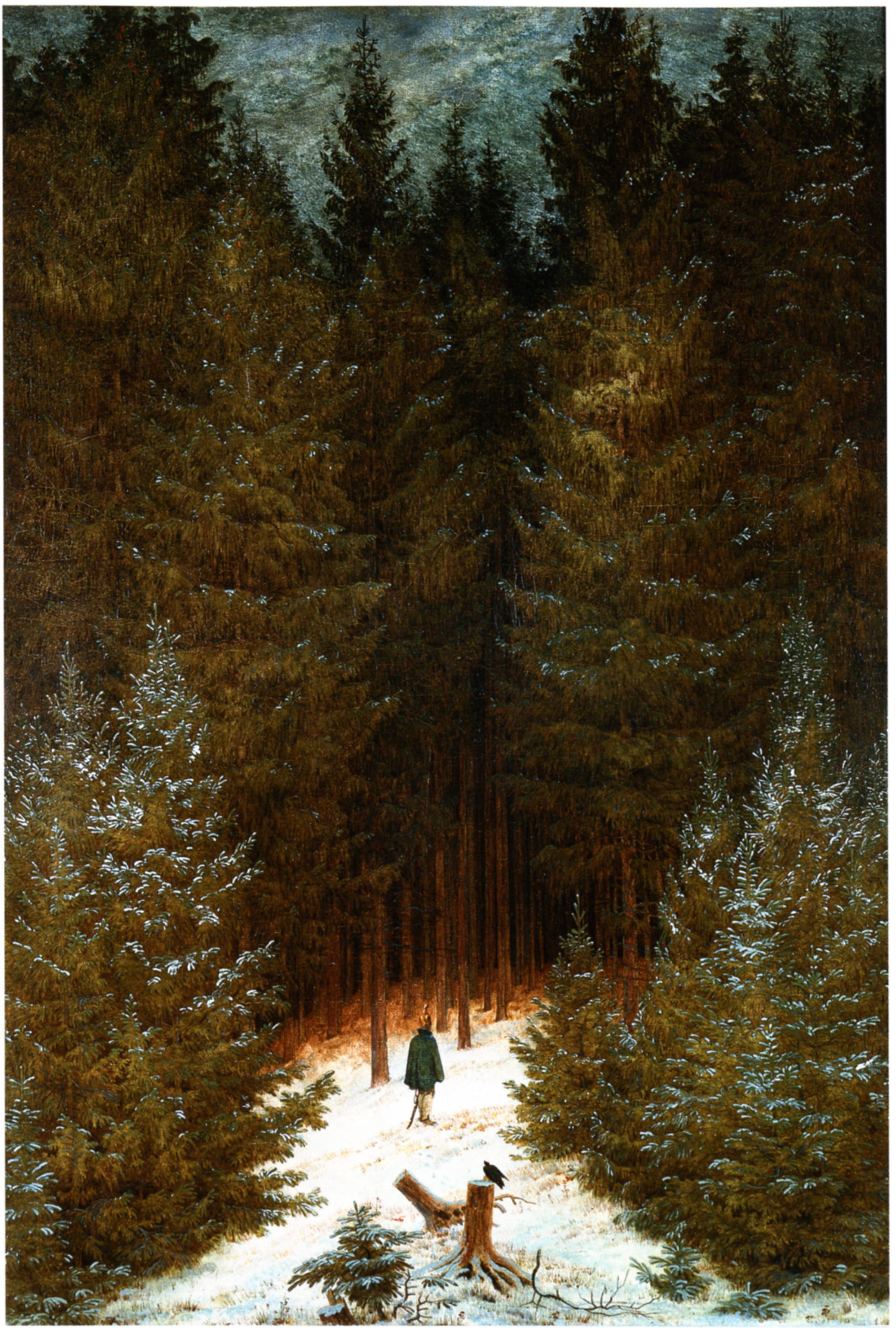
Caspar David Friedrich: Der Chasseur im Walde, 1814

Die pathetische Beschwörung des Waldes als unverfälschte „deutsche“ Landschaft begann um 1800 in Dichtung, Malerei und Musik der deutschen Romantik. Während der Befreiungskriege von 1813 bis 1815 gegen das napoleonische Frankreich erklärte die deutsche Nationalbewegung den Wald im historischen Bezug auf die mythische Hermannsschlacht im Teutoburger Wald zu einem Symbol der nationalen Identität. Dabei waren die ursprünglich aus der Französischen Revolution stammenden Ideen von nationaler Einheit und Demokratie in Deutschland bis zur Reichseinigung 1871 eine Angelegenheit der politischen Opposition.
In diesem Zusammenhang nahm auch die Karriere der schnell sprichwörtlich gewordenen „deutschen Eiche“ als nationales Symbol für Stärke und Heldenmut genau wie die Abhaltung als unpolitisch apostrophierter Volksfeste ihren Anfang. Bekannt wurde im Vormärz, im Gefolge der französischen Julirevolution von 1830, das Hambacher Fest auf einer Ruine im Pfälzerwald.
Die Dichter und Maler der Romantik, die das Bild des deutschen Waldes zwischen Nationalisierung und Sentimentalisierung prägten, waren aufgewachsen mit einer vermuteten oder tatsächlichen Holznot des 18. Jahrhunderts, aber auch mit (Nadel-)Wäldern, die bereits „aufgeklärten“, forstwirtschaftlichen Kalkulationen unterlagen; sie kannten jedoch auch noch die lichteren, eichenbestandenen Hutewälder.
Der Dichter Joseph von Eichendorff beschwor immer wieder den („rauschenden“) Wald, der als „eine Art Hallraum der Seele“ fungiert. In seinem Werk wird die Trennungs-Erfahrung des Menschen von der Natur ebenso deutlich wie der Versuch, die als verloren empfundene Einheit ästhetisch wiederzugewinnen. Darüber hinaus fungierte der Wald in Eichendorffs explizit politischen ‚Zeitgedichten‘ auch als der metaphorische Inbegriff nationaler Einheit und Freiheit. Im Verständnis von Wilhelm Grimm waren dichte Wälder neben abgelegenen Bergen die bevorzugten Gegenden, in denen sich die Volksüberlieferung wie Märchen und Sagen am ursprünglichsten und vollständigsten erhalten habe. Jacob Grimm erklärte in seiner einflussreichen Deutschen Mythologie den Wald zum naturnahen Ort ursprünglichen Volksglaubens und germanisch-deutscher Gottesverehrung. Der Novellenautor Wilhelm Heinrich Riehl setzte 1854 in seinem volkskundlichen Hauptwerk Naturgeschichte des Volkes. Land und Leute den Nationalcharakter der europäischen Völker in eine unmittelbare Beziehung zu der sie umgebenden Umwelt, weswegen der Erhalt des Waldes für ihn eine mehr nationalpolitische als volkswirtschaftliche Notwendigkeit darstellte. Charakteristische Landschaften der Engländer und Franzosen waren Riehl zufolge der gezähmte Park und das gerodete Feld, deren Gegenbild er in der „Waldwildnis“ der Deutschen sah. Noch stärker nationalistische Töne schlugen der „Turnvater“ Friedrich Ludwig Jahn mit seiner Forderung nach Aufforstungen speziell an den Grenzen des Deutschen Reichs gegen potentielle Aggressoren und Ernst Moritz Arndt an, der den Wald als eine Überlebensvoraussetzung des deutschen Volks schlechthin verstand.
Carl Maria von Weber wandte sich Anfang des 19. Jahrhunderts der heimischen Folklore, der Volkstümlichkeit und Volksverbundenheit sowie dem Volkslied des deutschen Kulturkreises, aber auch anderer Nationen zu. In einigen seiner Werke verbindet er die Entdeckung der Natur – und auch des Waldes – für die Musik mit seiner patriotischen Haltung und seiner Bejahung des nationalen Charakters der Kunst. Schon in seiner Oper Silvana, und später verstärkt im Freischütz, spricht sich speziell in den Wald- und Jagdszenen ein „romantisch-deutscher Geist“ aus. In der Oper Der Freischütz setzt er die märchenhaft-romantische Vorstellung des frühen 19. Jahrhunderts vom Wald als Ort der Gefahr und des Schreckens, aber auch der Frömmigkeit und der Erlösung um, vor allem durch eine neuartige Instrumentation. Im Zuge der deutsch-nationalen Bestrebungen ab Ende des 19. Jahrhunderts wurde der Freischütz dagegen insgesamt als musikalische Widerspiegelung des Deutschen Waldes gesehen.
Hans Pfitzner schrieb dazu 1914:
„Das Herz des Freischütz ist das unbeschreiblich innige und feinfühlige Naturgefühl. Die Hauptperson des Freischütz ist sozusagen der Wald, der deutsche Wald im Sonnenglanz […] Webers Sendung war eine nationale – sie galt der Freiheit und Weltgeltung des Deutschtums, …“
Eine primäre Intention Webers in Hinblick auf diese spätere, nationale Interpretation des Freischütz lässt sich allerdings nicht belegen.
Bereits in dieser Zeit thematisierte Wilhelm Hauff in „Das kalte Herz“ (1827) das Vordringen kapitalistisch geprägter Denkweisen in den Schwarzwald anhand zweier von ihm als gegensätzlich beschriebener Welten: einerseits die mit den Niederlanden Handel treibenden Holzfäller und Flößer, auf der Gegenseite die von ihm als bodenständig geschilderte Welt der Köhler und Glashüttner.

### Kaiserreich und Weimarer Republik

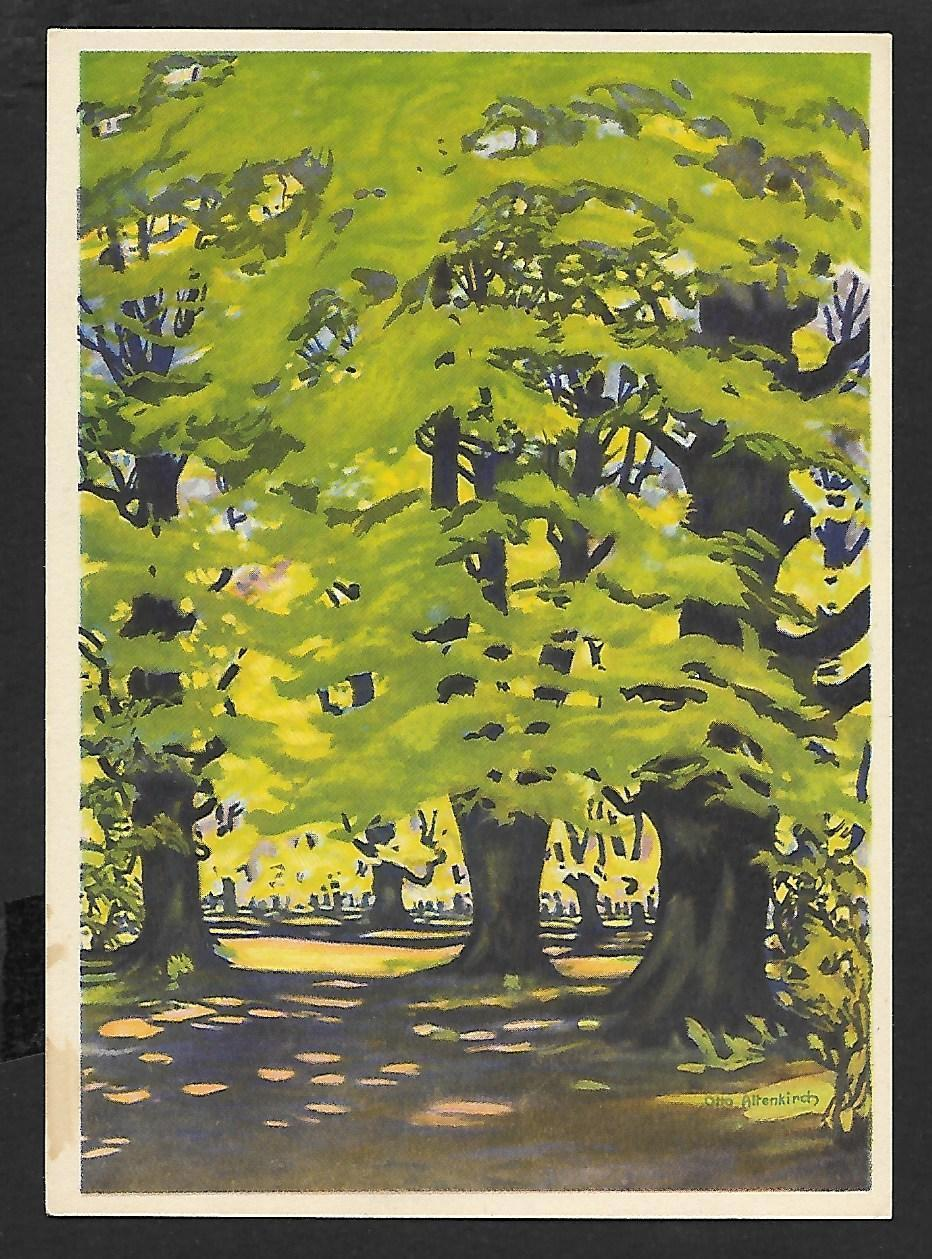
Ansichtskarte der 1928 gegründeten Reichsbahnzentrale für den Deutschen Reiseverkehr mit dem Titel „Deutscher Wald“ von Otto Altenkirch

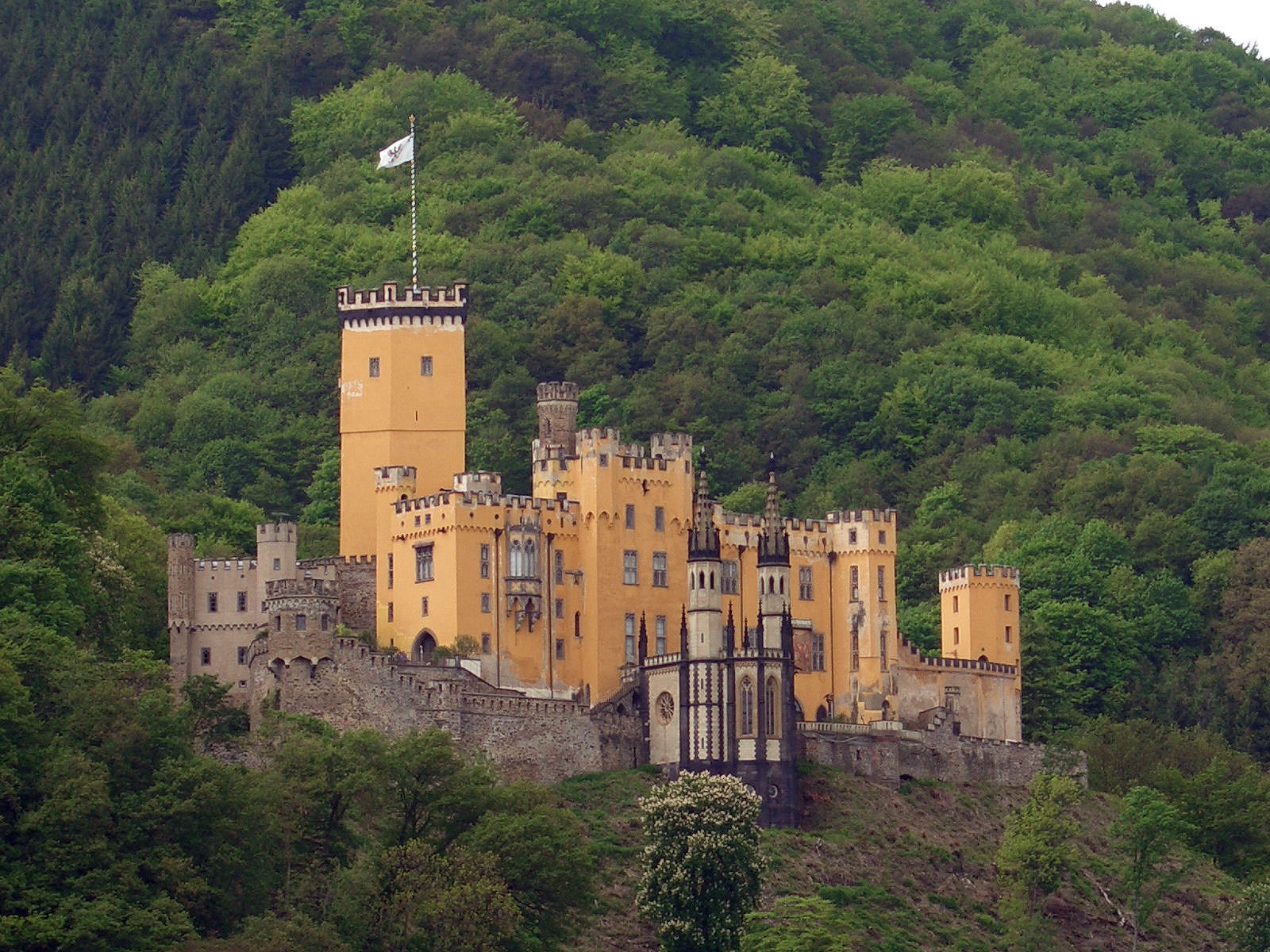
Das neogotische Schloss Stolzenfels als zentrales Werk der Rheinromantik

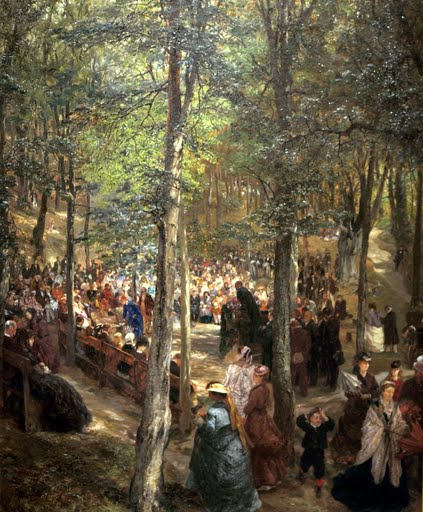
Die Buchenhalle in der Nähe des Luftkurorts und Soleheilbads Bad Kösen, Bild von Adolph Menzel (1868)

Nach der Reichseinigung 1871 suchte man die nationale Identität zunehmend in der frühen germanischen und mittelalterlich deutschen Vergangenheit. Diese romantisierende und retrospektive Bewegung kann als Widerspruch zur parallel stattfindenden Industrialisierung und des Aufkommens des Massentourismus im Umfeld der Rheinromantik gesehen werden. Sie schlug sich in der Anlage und dem Schutz von Landschaftsparks und Naturdenkmälern, einer speziell in Deutschland national ausgerichteten Denkmalpolitik nieder. Monumentale Bauten wie das Niederwalddenkmal, das Hermannsdenkmal, das Kyffhäuserdenkmal, der lang umstrittene und zuletzt nicht durchgeführte Wiederaufbau der Heidelberger Schlossruine und einige Bauten des bayerischen Märchenkönigs wie Linderhof und Neuschwanstein beziehen die umliegenden Wälder programmatisch mit ein. Die fortschrittliche demokratische Tradition, etwa im Zusammenhang mit dem Hambacher Fest, wurde dabei hintangestellt.
Bereits Ende des 19. Jahrhunderts wurden dem Wald in Deutschland neben seiner sozio-ökonomischen Funktion wichtige Sozial-, Gesundheits- und Bildungsaufgaben zugeordnet. Michael Duhr spricht von einer Vielzahl zeitgenössischer Darstellungen von Forstleuten, Pädagogen, Ärzten, Städtebauern und Natur- und Heimatschutzbewegten in dem Zusammenhang. Lebensreformer und wanderbewegte Naturschwärmern und -schützer, die Wandervogelbewegung wie die bündische Jugend ab 1890 sahen im Waldwandern neben dem Bezug zur Natur auch den Bezug zu einem Hort kultureller Traditionen, insbesondere
germanischer Mythologien. Das Wandern (im Wald) sollte helfen, Normen und Werthaltungen wie „Treue“, „Kameradschaft“, „Hilfsbereitschaft“ und „Natürlichkeit“ zu entwickeln, genauso lehre der Wald Triebkontrolle und Genügsamkeit und diene der Abhärtung. Bei den sozialistischen Jugend- wie Naturorganisationen wurde der Aspekt des „sozialen Wanderns“ mit einer Betonung von Antimilitarismus, Bildung und Solidarität hinzugenommen.
Nach der deutschen Niederlage im Ersten Weltkrieg und dem Ende des Wilhelminischen Kaiserreiches radikalisierte sich die weltanschauliche Aufladung des Waldes. Die Errichtung eines „nationalen Ehrenmals“ zur Erinnerung an die Toten des Ersten Weltkriegs wurde 1924 von Reichspräsident Friedrich Ebert und Reichskanzler Wilhelm Marx angeregt, und von Sozialdemokraten bis zu den extremen Rechten herrschte Konsens darüber, dass dieses Ehrenmal nur in einem Wald als „Urgrund“ und „Kraftquell“ der Deutschen stehen könne. Gleichzeitig vermied diese Lokalisierung (als Standort für diese nie ausgeführte Idee wurde ein Wald bei Bad Berka favorisiert) jede konkrete Bezugnahme auf kontrovers diskutierte Geschehnisse des Krieges und dessen Folgen wie auch auf aktuelle politische Entwicklungen.
Für die entstehende „Heimatschutz“-Bewegung war der „deutsche Wald“ der Inbegriff deutschen Wesens, das gegen die westliche „Zivilisation“ wie gegen die „Gefahr aus dem Osten“ verteidigt werden sollte. Besonders aktiv war diesbezüglich der 1923 gegründete Deutscher Wald e. V. – Bund zur Wehr und Weihe des Waldes, der unter der Schirmherrschaft des ehemaligen Feldmarschalls Paul von Hindenburg eine unermüdliche Waldpropaganda mittels Waldheften und Waldschriften sowie einer Deutscher Wald betitelten Zeitungsbeilage betrieb.
Diesem Bund ging es neben der Interessenvertretung der Waldbesitzer und -nutzer auch um ein unbeschädigtes nationales Selbstbewusstsein nach dem verlorenen Ersten Weltkrieg. Im „deutschen Wald“ sollten nur noch „deutsche“ Pflanzen und „deutsche“ Tiere ihren Platz finden. Im Zusammenhang mit der Dolchstoßlegende benannte man Sozialisten, Juden und Franzosen als Feinde des deutschen Waldes wie auch des deutschen Volkes und instrumentalisierte so den Wald für chauvinistische und antisemitische Argumentationen. Kurt Tucholsky stellte 1929 jenseits der „nationalen“ beziehungsweise bürgerlich-militaristischen Fraktion den Anspruch auf, auch die politische Linke müsse mitdenken, wenn „Deutschland“ gedacht werde, und bezog bei seinen deutschen Landschaftsbeschreibungen den (deutschen) Wald sehr innig mit ein.

### Nationalsozialismus

#### Ideologie

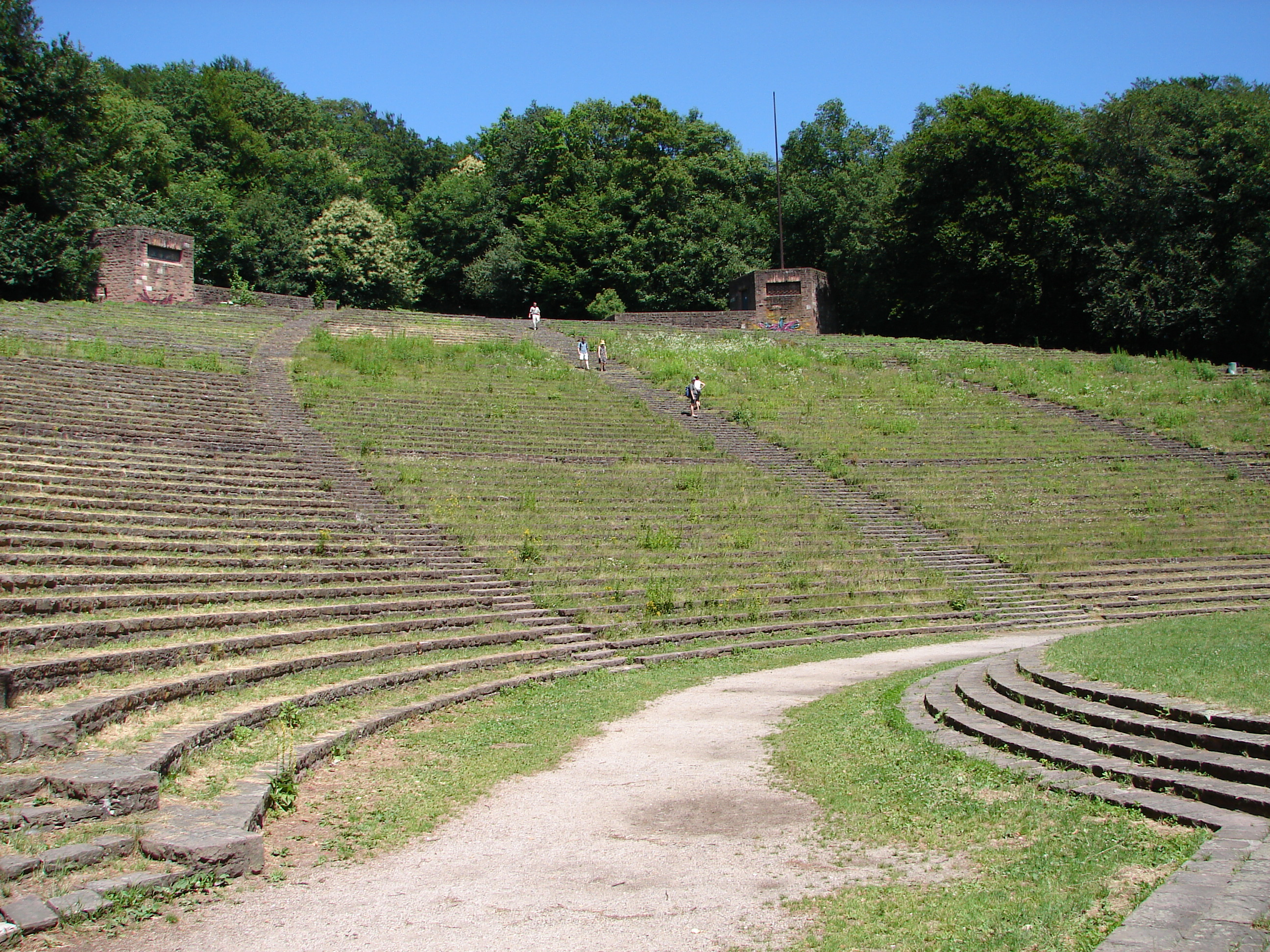
Heidelberger Thingstätte von 1935

Während der Zeit des Nationalsozialismus betrieben einige einflussreiche politische Akteure wie der Reichsforstmeister, Reichsjägermeister und Reichsnaturschutzbeauftragte Hermann Göring, der Reichsführer SS und zeitweilige Innenminister Heinrich Himmler und der NS-Ideologe Alfred Rosenberg eine umfassende Ideologisierung des Naturphänomens Wald. Johannes Zechner zufolge wurde der „deutsche Wald“ zur Chiffre für eine Vielzahl modernitätskritischer, nationalistischer, rassistischer und biologistischer Denkmuster. Dazu gehörten Ganzheitlichkeit des Waldes als Gegenbild zu Fortschritt und Großstadt, der Wald als Heimat, als germanisches Heiligtum und „rassischer Kraftquell“. Die Deutschen sah man in der Nachfolge der Germanen als ursprüngliches „Waldvolk“, während die Stigmatisierung der Juden als „Wüstenvolk“ deren Diskriminierung und Verfolgung rechtfertigen sollte.
1936 verkündete der von der Nationalsozialistischen Kulturgemeinde (NSKG) unter der Leitung von Alfred Rosenberg erstellte Montagefilm Ewiger Wald die Botschaft, wonach die Deutschen ein Waldvolk und daher „ewig“ wie der Wald seien. Wald wurde mit Harmonie assoziiert. Auch wurde Waldvernichtung mit Volksvernichtung gleichgesetzt. Die deutsche Geschichte seit Arminius – „Hermann der Cherusker“ – wurde in enge Beziehung zum Wald gesetzt. Als ein Höhepunkt des Waldfrevels wird im Film die Weimarer Republik angeführt: „verrottet, verkommen, von fremder Rasse durchsetzt. Wie trägst du Volk, wie trägst du Wald die undenkbare Last“. Der mit großem Aufwand erstellte Film war kein Publikumserfolg und soll Hitler nicht gefallen haben. Angeblich murrte dieser, dass der Wald ein Rückzugsgebiet für schwache Völker sei, während die starken, kriegerischen sich in der weiten Steppe tummelten.
Das von Heinrich Himmlers SS-Ahnenerbe initiierte Forschungswerk Wald und Baum in der arisch-germanischen Geistes- und Kulturgeschichte wollte ausgehend vom vermuteten „Waldursprung“ der germanischen Kultur die Existenz einer frühzeitlichen „Baum- und Waldreligion“ nachweisen, um auf dieser Grundlage eine „arteigene“ nationalsozialistische Glaubensanschauung zu etablieren.
Ein sichtbarer Ausdruck nationalsozialistischer „Waldanschauung“ waren „Hitlereichen“, die Tanzlinden und Maibäume ersetzen sollten, und einige als „Hakenkreuzwald“ bezeichnete programmatische Baumpflanzungen wie im Uckermärker Kiefernwald. In der Frühzeit des NS-Regimes wurden im Rahmen der Thingspielbewegung 200 bis 400 sogenannte Thingplätze zumeist in „Deutschen Wäldern“ geplant; nur 60 dieser nationalsozialistisch verbrämten Freilichtbühnen wurden fertiggestellt. Auch die frühen NS-Ordensburgen stehen architektonisch und in der Landschaftseinbindung unter dem Einfluss „waldideologischer“ Überlegungen.

#### Reichsnaturschutz, Planung
Die Forschung zur Ökologie, Geographie, Bodenkunde und Wald- und Forstwirtschaft wurde durch die Nationalsozialisten intensiviert. Intensiv propagandistisch begleitete Gesetzgebungsverfahren bezogen den Wald mit ein; bereits 1933 wurde das Tierschutzrecht verabschiedet. 1934 wurde das von Kurt Mantel kommentierte Reichswaldverwüstungsgesetz als erste reichsweite Forstgesetzgebung verabschiedet, 1934 das Reichsjagdgesetz inklusive eines Hegegebots und 1935 das Reichsnaturschutzgesetz beschlossen.
Beim Ausbau der Reichsautobahnen und den damit verbundenen Abholzungen wurde unter der Ägide Alwin Seiferts mit einer landschaftsbezogenen Platzierung von Brücken und Kreuzungsbauwerken eine generelle „Erfahrbarkeit“ der deutschen (Wald-)Landschaften betont. Die technischen Vorgaben zur Einbindung dieses zentralen Infrastruktur- und Propagandaprojekts in die Topographie und die gestalterische Umsetzung lehnten sich unter anderem an das amerikanische Vorbild der United States Highways an.
Nachdem der anfänglich sehr einflussreiche Vertreter der Heimatschutzarchitektur, Denkmalpfleger und Heimatschützer Paul Schultze-Naumburg nach einem Streit mit Hitler 1935 zugunsten von Albert Speer in Ungnade gefallen war, wurden die völkischen Ansätze und auch die waldideologischen Projekte gegenüber neoklassizistischen monumentalen Herrschaftsarchitekturen und -Planungen wie der Kriegsvorbereitung verdrängt. Reichsjägermeister Göring verbreitete zunächst propagandistische Kapitalismuskritik und Antisemitismus:

„Wenn wir [sc. Deutschen] durch den Wald gehen, […], erfüllt uns der Wald mit […] einer ungeheuren Freude an Gottes herrlicher Natur. Das unterscheidet uns von jenem Volke, das sich auserwählt dünkt und das, wenn es durch den Wald schreitet, nur den Festmeter berechnen kann.“

Bedeutende waldideologische Planungen wurden für die Zeit nach dem anvisierten Endsieg angestellt. Hermann Görings Reichsforstamt projektierte für die Wiederbewaldung des Ostens im Rahmen der Siedlungsplanungen des Generalplan Ost umfangreiche Aufforstungen der annektierten polnischen Territorien, vor deren Vollzug knapp 900.000 Polen ins „Generalgouvernement“ und über 600.000 Juden in Ghettos und Konzentrationslager deportiert wurden.
Im Gegensatz zur ideologischen Überhöhung des Waldes stand die planerische und forstwirtschaftliche Realität. Mit der Übernahme des Vierjahresplans sowie der Agrar- und Forstpolitik 1936 durch Göring stagnierte der Naturschutz.
Unter anderem der Holzeinschlag und damit die Belastung der Wälder wurden deutlich erhöht.
Bereits ab 1935 hatte sich die Forstwirtschaft den Autarkiebestrebungen der Nationalsozialisten unterzuordnen. Ab Oktober 1935 wurde für den Staatswald ein Holzeinschlag angeordnet, der um 50 % über den jährlichen Holzzuwachs hinausging. Ab 1937 galt dies auch für Gemeinde- und Privatwald über 50 ha.
Man betrieb eine umfassende Naturzerstörung durch Melioration, Autobahnbau, die Intensivierung der Waldnutzung sowie den Bau von Industrie- und militärischen Anlagen. Die Übernutzung der ökologischen Ressourcen durch den abrupten Übergang zur Autarkie, bei ineffizienter Nutzung mangels wirtschaftlichen Strukturwandels, wurde zu einem Motiv der Eroberung neuen Lebensraumes.

### Vom Heimatfilm zur Wildnisdebatte

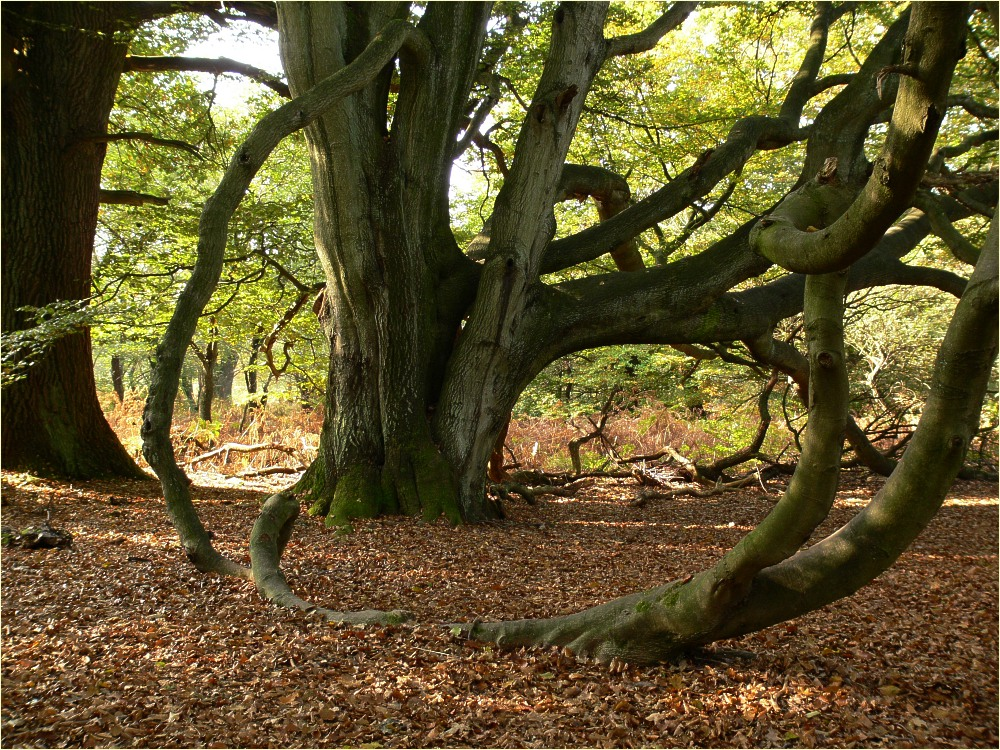
Waldwildnis aus wurzelndem Rotbuchenholz, Urwald Sababurg im Reinhardswald

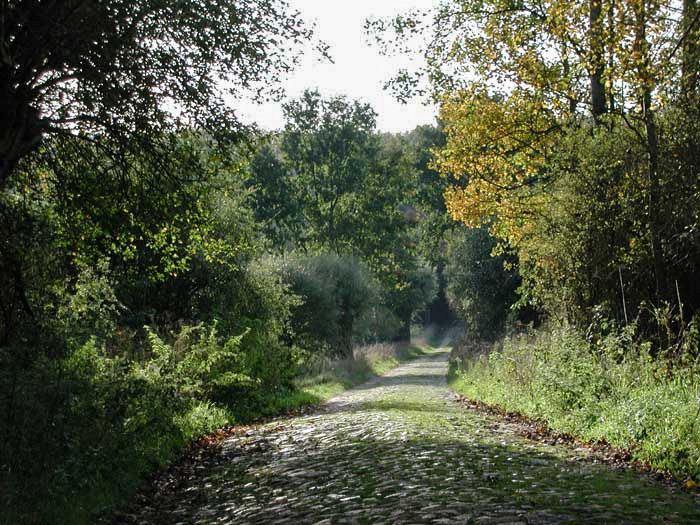
Die Schorfheide

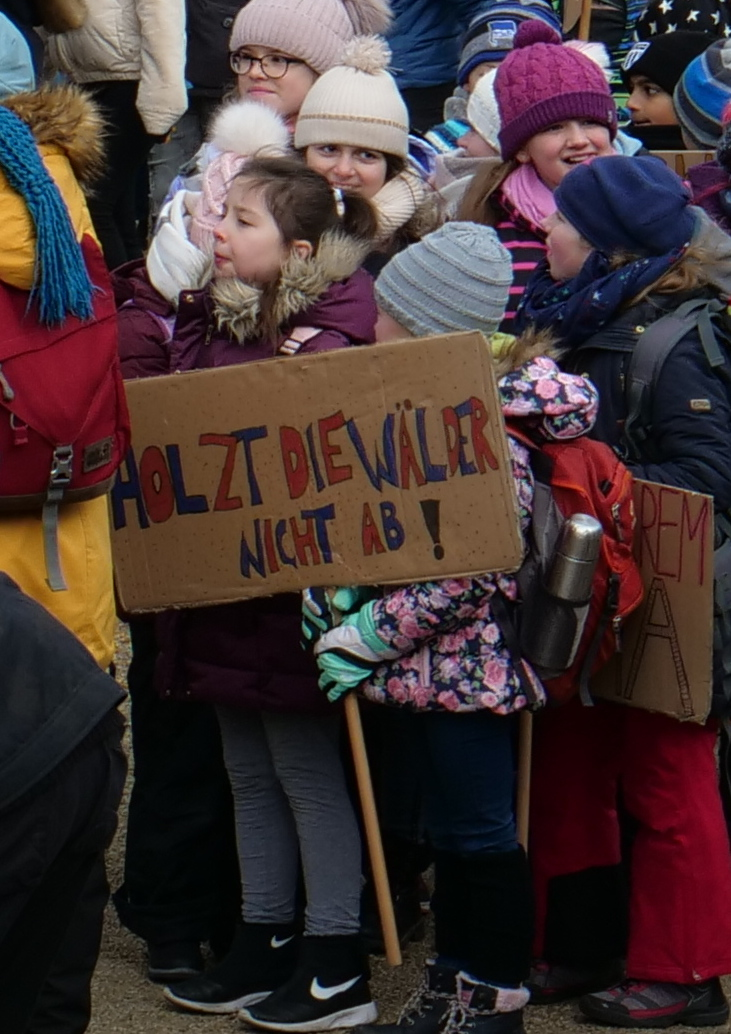
„Holzt die Wälder nicht ab!“

Die unmittelbare Nachkriegszeit war von einer erhöhten Belastung für die Wälder gekennzeichnet. Im Rahmen von Reparationen wurden massive Abholzungen wie bei den Franzosenhieben vorgenommen, die Verwendung und Nutzung von Holz als Brenn- und Baumaterial führte zu erheblichen Preissteigerungen wie einem intensiven Ausräumen der Wälder und Ansätzen zu Aufforstungsmaßnahmen.
1947 gründete sich in Bad Honnef die Schutzgemeinschaft Deutscher Wald (SDW), um dem durch die Kriegsfolgen bedingten Raubbau am Wald entgegenzuwirken. Sie ist damit die älteste deutsche Bürgerinitiative.
Die sonst eher seltene Beschäftigung mit numinosen und geheimnisvollen Aspekten des Waldes fand sich zu der Zeit vor allem bei Will-Erich Peuckert. Wald wurde mit der Währungsreform und der Begründung der Bundesrepublik erneut in die deutsche nationale Symbolik aufgenommen, sowohl in der Abbildung des Eichenlaubs auf Münzen und Scheinen wie auch der „Eichen-Pflanzerin“ auf den 50-Pfennigstücken der früheren D-Mark; in der DDR war das Eichenlaub unter anderem Bestandteil der Kokarde der NVA.
In den frühen 1950er Jahren benutzten Trivialliteratur und Heimatfilme wie der Der Förster vom Silberwald den deutschen Wald als beliebte Kulisse. Im Film Sissi brachte der von Gustav Knuth gespielte Herzog Max das quasireligiöse Waldgefühl der 1950er Jahre zum Ausdruck:

„Wenn du einmal im Leben Kummer und Sorgen hast, dann geh so wie jetzt mit offenen Augen durch den Wald. In jedem Baum, in jedem Strauch, in jedem Tier und in jeder Blume wird dir die Allmacht Gottes zum Bewußtsein kommen und dir Trost und Kraft geben.“

In den 1970er Jahren kam es zu einer Renaissance der durch den Ge- und Missbrauch im Nationalsozialismus diskreditierten Denkmalpflege wie auch des Naturschutzes unter gesamteuropäischen Vorzeichen. Die achtziger und neunziger Jahre spiegelten im Rahmen der Diskussion von Umweltschäden, etwa des „Waldsterbens“, in der neueren Gedenkkultur wie auch in der Beliebtheit von Waldpädagogik wie Baumbestattungen auf bestehenden Friedhöfen oder in Wäldern einen nach wie vor spezifisch deutschen Umgang mit dem Kulturgut Wald wider.
Begriffspaare wie Wildnis und Kulturlandschaft strukturieren die Debatte im Naturschutz und um den Wald seit Jahrzehnten. In Europa hat die Wildnisdebatte im Gegensatz zu Nordamerika noch keine lange Tradition.
Stremlow und Sidler konstatierten 2002 einen Wandel der Wahrnehmung des Waldes als bedrohten, sensiblen und schützenswerten Ökosystems wie in den 80er Jahren hin zu einer regelrechten Sehnsucht, einem Wunsch nach Wildnis als kulturellem Phänomen. Der Wildnisbegriff war historisch geprägt von einem kulturellen Verständnis von Urlandschaft, die von mehr oder minder „edlen Wilden“ bewohnt war. Zwischenzeitlich war der ökologistisch reduzierte Begriff einer vom Menschen allgemein weitgehend unbeeinflussten Natur betont worden.
Angesichts eines enorm gesteigerten Interesses an Natur und Landschaft in Form von Wildnis, in einer Konjunktur von Freizeitaktivitäten wie Abenteuerurlaub und Extremsportarten, in der Werbung, in pädagogischen Konzepten und in Gestaltungen der Landschaftsarchitektur wird versucht, die Wildnis wieder als kulturelles Konzept für den Naturschutz zugänglich zu machen.
Insbesondere bei der Kombination von Wald und Bergen in den (deutschen) Mittelgebirgslandschaften kommt dies zum Tragen, genauso wie die zunehmende Zugänglichkeit und Verfügbarkeit von Brachen und Auflassungsflächen ein Planungsthema darstellt.
Die dazu notwendige aktive Wiederherstellung von Wildnis durch aktives menschliches Zutun erscheint paradox, was in Titeln wie „Beim nächsten Wald wird alles anders“ oder „Wa(h)re Wildnis“ zum Ausdruck kommt. Darüber hinaus kommen ästhetische Punkte zum Tragen – Urwälder werden akzeptiert und gefordert, Borkenkäferbefall, Windwurfflächen und Waldbrandfolgen sollen aber möglichst schnell wieder beseitigt werden.

#### Wald und Erinnerungskultur
Elias Canetti betonte noch 1960 in seinem Hauptwerk Masse und Macht die Wirkung der frühen und intensiv gepflegten Romantik des deutschen Waldes auf die Deutschen. Canetti bringt den deutschen Wald in Zusammenhang mit dem Heer als deutschem Massensymbol, so wörtlich:
„Das Massensymbol der Deutschen war das Heer. Aber das Heer war mehr als das Heer: es war der marschierende Wald. In keinem modernen Land der Welt ist das Waldgefühl so lebendig geblieben wie in Deutschland. Das Rigide und Parallele der aufrechtstehenden Bäume, ihre Dichte und ihre Zahl erfüllt das Herz des Deutschen mit tiefer und geheimnisvoller Freude. Er sucht den Wald, in dem seine Vorfahren gelebt haben, noch heute gern auf und fühlt sich eins mit Bäumen.“

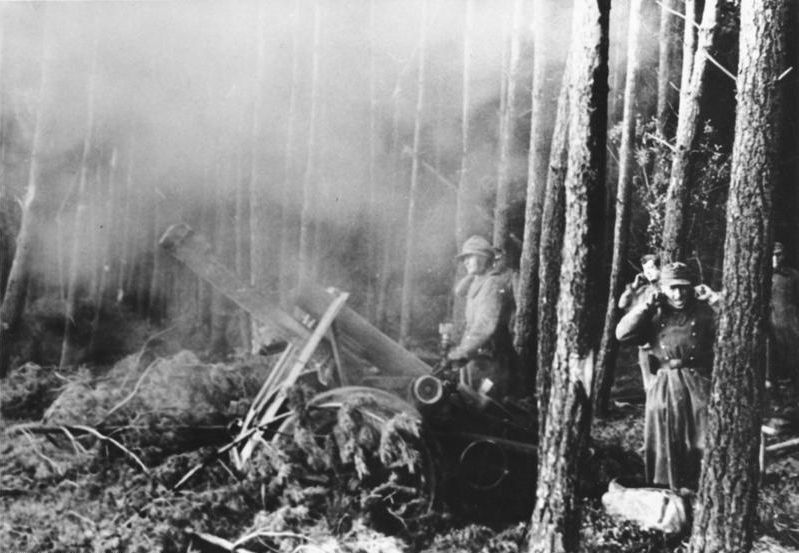
Schlacht im Hürtgenwald, deutsches Pressebild vom 22. November 1944

In der US-amerikanischen Erinnerung spielt die Schlacht im Hürtgenwald im Zweiten Weltkrieg als erste größere Feldschlacht der Amerikaner und Niederlage auf deutschem Boden und längste Schlacht der US Army überhaupt eine zentrale Rolle. Die amerikanische Verarbeitung zitiert dabei bekannte deutsche Mythen und Kulturelemente, bezeichnet den Hürtgenwald als „schwarzgrünen Ozean aus Wald, in dem Hänsel und Gretel vom Weg abkamen“, als „Verdun an der Eifel“ und aufgrund der Waldkämpfe als „vorweggenommenes Vietnam“. Ernest Hemingway nannte die Forste der Eifel „Wälder, in denen die Drachen hausen“, angeführt werden zudem Begriffe wie „Drachenzähne“, „Siegfriedlinie“, „Höllenwald“ mit Konnotationen an das Nibelungenlied, die NS-Propaganda vom „ewigen Wald“ wie an Gespenster- und Hexenerzählungen im tiefen Tann.
Die erheblichen Befürchtungen für das weitere Vorrücken und (vgl. Werwolf) nach Kriegsende anhaltenden Widerstand gegen die alliierte Besatzung bestätigten sich wider Erwarten nicht, was noch in der amerikanischen Planung für den Irakkrieg eine Rolle spielte. Eine Mystifizierung ist auch an den Opferzahlen zu erkennen, die zunächst mit der Schlacht von Gettysburg und dem gesamten Vietnamkrieg verglichen wurden, was nach neueren Zahlen übertrieben war.
Die Schlacht im Hürtgenwald war mittelbar auch Thema der Bitburg-Kontroverse. Lokal erinnern historisch-literarische Wanderwege an die Beteiligung und literarische Verarbeitung der Kämpfe im verschneiten Hürtgenwald durch Ernest Hemingway, Heinrich Böll, Paul Boesch, Samuel Fuller und Jerome David Salinger. Heinrich Bölls Essay „You enter Germany“ von 1966 kontrastiert im Rahmen einer Landschaftsbetrachtung die Kämpfe im Hürtgenwald mit der Nachkriegskooperation der NATO-Alliierten in der Region.

#### Waldsterben

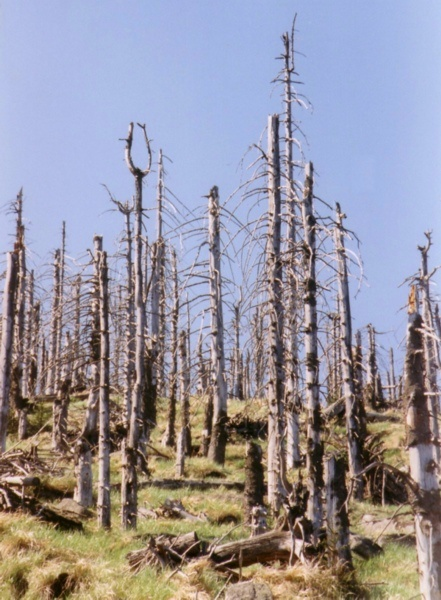
Abgestorbene Fichten im Erzgebirge (1998)

Als Waldsterben, auch als „neuartige Waldschäden“ werden Waldschadensbilder in Mittel- und Nordeuropa bezeichnet, die seit Mitte der 70er Jahre festgestellt und diskutiert wurden. Das Auftreten von großflächigen Schädigungen am Waldbaumbestand und forstlich bedeutender Baumarten führte zu Befürchtungen, der gesamte Waldbestand in Deutschland auf einem Drittel der Landesfläche sei in Gefahr.
Das Waldsterben wurde von einigen Kritikern als ein „Hirngespinst der Naturschützer“ dargestellt und als deutsches Medienklischee beschrieben, welches insbesondere Anfang der 80er Jahre ein völlig übertriebenes apokalyptisches Weltuntergangsszenario heraufbeschworen und Alarmismus ausgelöst habe. In Lyrik und Prosa der 80er Jahre, so bei Günter Kunert, wurde behauptet, der deutsche Wald gebe seine letzte Vorstellung.
In Frankreich wurde „le Waldsterben“ anfangs eher für eine deutsche Gemütskrankheit gehalten. Einige französische Waldschäden wurden in den 1980er Jahren festgestellt, aber in viel geringerem Umfang öffentlich diskutiert. Dieser Unterschied wurde mehrfach auf „une affinité culturelle des Allemands vis-à-vis de la forêt“ (ein spezielles Verhältnis der Deutschen zum Wald) zurückgeführt.
Eine mehr auf den Rohstoffaspekt und die Verfügbarkeit von Holz abzielende Debatte entspann sich um eine befürchtete Holznot um 1800 und war ebenso vor allem in den deutschsprachigen Ländern verbreitet.

#### Waldkunst

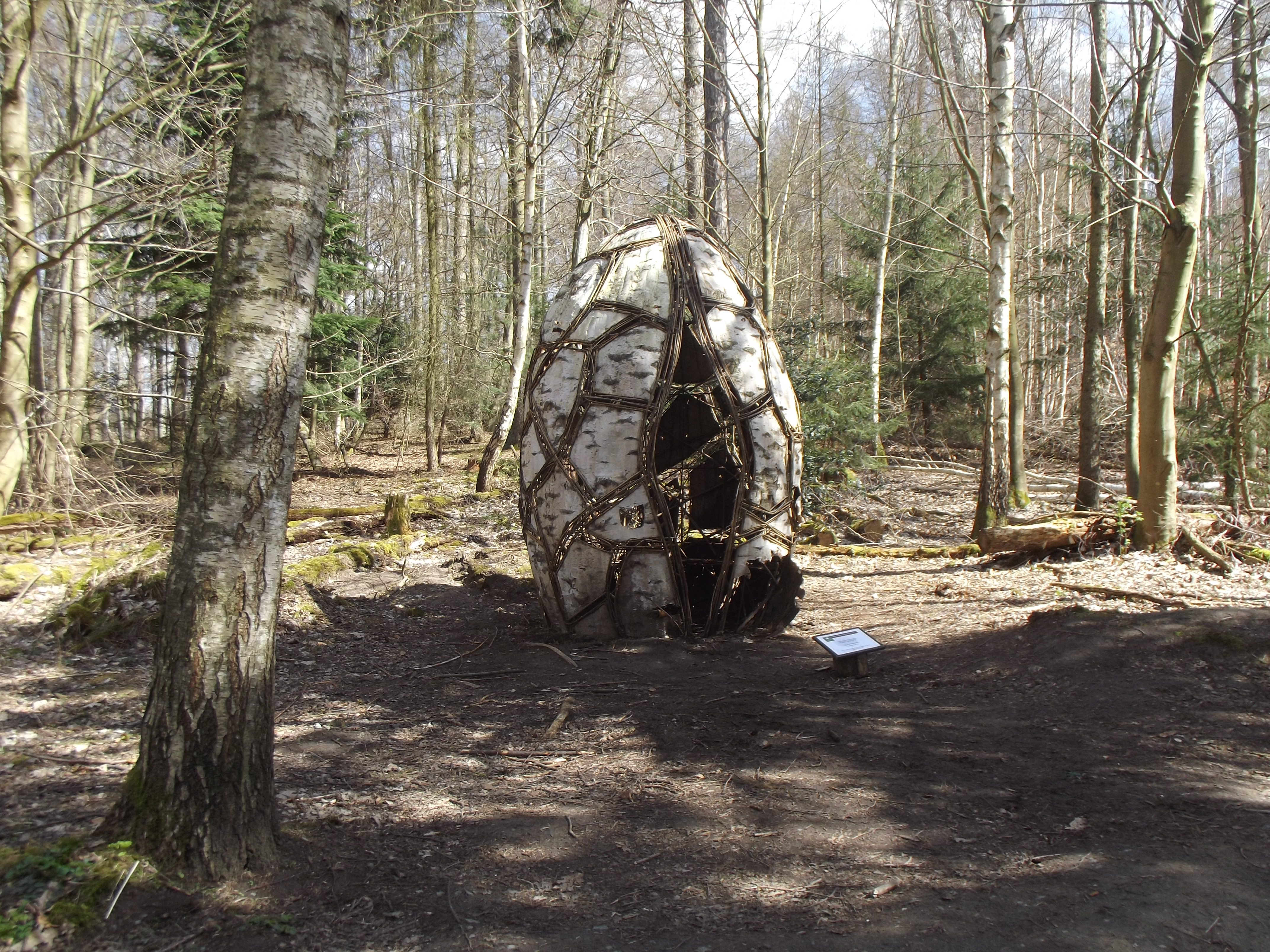
Waldkunst nahe der Ludwigshöhe in Darmstadt

Während der Kasseler documenta 1982 begann Joseph Beuys seine Kunstaktion 7000 Eichen – Stadtverwaldung statt Stadtverwaltung, die zu den aufwendigsten deutschen Kunstaktionen überhaupt gehörte.
Der Techno-Künstler Wolfgang Voigt beschäftigte sich in den Musikalben seines Projekts Gas mit der Thematik des „deutschen Waldes“. Dies spiegelte sich in Titeln wie Zauberberg (1997) oder Königsforst (1998), der Covergestaltung und nicht zuletzt den klanglichen Bezügen auf das Werk Wagners wider. Als Ziel des Projekts sah Voigt, „den deutschen Wald in die Disko zu bringen“. Er wurde dafür mitunter als Verfechter einer deutschnationalen Gesinnung kritisiert. Voigt selbst betont in diesem Zusammenhang, dass es ihm nicht um die Förderung deutschnationaler Gefühle ging, sondern darum, „abseits der gängigen Klischees so etwas wie eine ‚genuin deutsche Popmusik‘ zu kreieren“.
Der Verein für Internationale Waldkunst e. V. veranstaltet seit dem Jahr 2002 alle zwei Jahre den „Internationalen Waldkunstpfad“ in Darmstadt. Auf 3,3 km vom Böllenfalltor bis hin zur Ludwigshöhe im Darmstädter Forstrevier wird mit den Mitteln der Kunst der Wald auf eine besondere Art ins Blickfeld der Besucher gerückt. Dieses gestaltete Walderlebnis soll die Erkundungen der Betrachter und Spaziergänger mit Mitteln der Kunst fördern.

## Dokumentarfilm
- Mythos deutscher Wald – Erkundung einer Seelenlandschaft. 52 Min. Regie: Klaus-Peter Wolf, Annebeth Jacobsen. Deutschland 2020.[47]